# 真空調理法
真空調理法（しんくうちょうりほう、フランス語: cuisson sous-vide）は、1979年にフランスでジョルジュ・プラリュ（Georges Pralus)によりフォアグラのテリーヌの調理のため開発された調理法のひとつである。「焼く」「蒸す」「煮る」に次ぐ、「第四の調理法」とも呼ばれる。英語でもフランス語を借用しSous vide cookingと表記する。低温調理法（low temperature long time (LTLT) cooking)とも呼ばれる。
生の食材と調味液をフィルム袋に入れて真空密封し、TT（temparature time）管理の出来る調理器で材料に応じた時間と温度設定をして調理される。最高でも95℃を超えることはない。加熱後はそのまま使用するか、一度冷却される。冷却は細菌の増殖を抑えて食中毒を防ぐため120分以内に10℃以下にすることが必要とされる。冷却後、冷蔵庫などでの冷蔵保存、もしくは冷凍保存されたものは必要に応じて湯煎や電子レンジ、スチームコンベクションなどで再加熱して供する。
材料の風味や旨味を逃さず均一に調理することが可能である。また浸透圧により少ない量の調味液が均等に浸透する、低温で長時間加熱することにより肉類なども柔らかく仕上げることができるなどの利点がある。タンパク質は62℃から凝固を始め、68℃から水分を分離し始める。真空調理法の特徴は、この分水作用が始まる温度以下で調理可能なことである。この特徴から真空調理法は低温調理としても知られ、湯温を厳密に管理するための専用の調理器は一般に低温調理器と呼ばれることが多い。
日本国内ではセントラルキッチン方式を採るファミリーレストラン、居酒屋チェーン店が採用し広まった。調理の効率性や簡便さはもちろんのこと、肉じゃがなどの時間が掛かる煮物料理を中心に老舗料理店以上の味が出せるとして味覚の点からも評価を得たためである。